# Красный Луч (Данковский район)
Красный Луч — деревня Перехвальского сельсовета Данковского района Липецкой области.

## География
Деревня находится на правом берегу излучины реки Дон. Севернее расположено село Новоникольское.
Через Красный Луч проходит просёлочная дорога, образующая единственную улицу деревни.

## Население
| 2010 |
| ---- |
| 3    |